# Condado de Ramsey (Dakota del Norte)
El condado de Ramsey (en inglés, Ramsey County, North Dakota) es una subdivisión administrativa del estado de Dakota del Norte, Estados Unidos. Según el censo de 2020, tiene una población de 11 605 habitantes.
La sede del condado es Devils Lake.

## Geografía
Según la Oficina del Censo, el condado tiene un área total de 3370 km², de la cual 3070 km² son tierra y 300 km² son agua.

### Condados adyacentes
- Condado de Cavalier (norte)
- Condado de Walsh (este)
- Condado de Nelson (sureste)
- Condado de Benson (suroeste)
- Condado de Towner (noroeste)

### Áreas protegidas nacionales
- Lago Alice Refugio de Vida Silvestre (parte)
- Lago Silver Refugio de Vida Silvestre (parte)

## Demografía
En el 2000, los ingresos medios de los hogares del condado eran de $35 600 y los ingresos medios de las familias eran de $42 439. Los ingresos per cápita para el condado eran de $18 060. Los hombres tenían un ingreso per cápita de $29 562 versus $18 629 para las mujeres. Alrededor del 12.60% de la población estaba bajo el umbral de pobreza nacional.
Según la estimación 2015-2019 de la Oficina del Censo, los ingresos medios de los hogares del condado son de $58 910 y los ingresos medios de las familias son de $84 306. Los ingresos per cápita en los últimos doce meses, medidos en dólares de 2019, son de $34 401. Alrededor del 12.5% de la población está bajo el umbral de pobreza nacional.
| 1880 | 1890 | 1900 | 1910   | 1920   | 1930   | 1940   | 1950   | 1960   | 1970   | 1980   | 1990   | 2000   | 2020   |
| ---- | ---- | ---- | ------ | ------ | ------ | ------ | ------ | ------ | ------ | ------ | ------ | ------ | ------ |
| 281  | 4418 | 9198 | 15 199 | 15 427 | 16 252 | 15 626 | 14 373 | 13 443 | 12 915 | 13 048 | 12 681 | 12 066 | 11 605 |

## Mayores autopistas
- U.S. Highway 2
- U.S. Highway 281
- Carretera de Dakota del Norte 1
- Carretera de Dakota del Norte 17
- Carretera de Dakota del Norte 19
- Carretera de Dakota del Norte 20
- Carretera de Dakota del Norte 57

## Lugares

### Ciudades
- Brocket
- Churchs Ferry
- Crary
- Devils Lake
- Edmore
- Hampden
- Lawton
- Starkweather

Nota: a todas las comunidades incorporadas en Dakota del Norte se les llama "ciudades", independientemente de su tamaño.

### Municipios
| - Bartlett - Cato - Chain Lakes - Coulee - Creel - De Groat - Dry Lake - Fancher - Freshwater - Grand Harbor - Hammer - Harding | - Highland Center - Hope - Klingstrup - Lawton - Lillehoff - Minnewaukan - Morris - Newbre - Newland - Noonan - North Creel - Northfield | - Odessa - Ontario - Overland - Pelican - Poplar Grove - Prospect - Royal - South Minnewaukan - Stevens - Sullivan - Triumph - Webster |